# Xanthophyllum
Xanthophyllum är ett släkte av jungfrulinsväxter. Xanthophyllum ingår i familjen jungfrulinsväxter.

## Bildgalleri

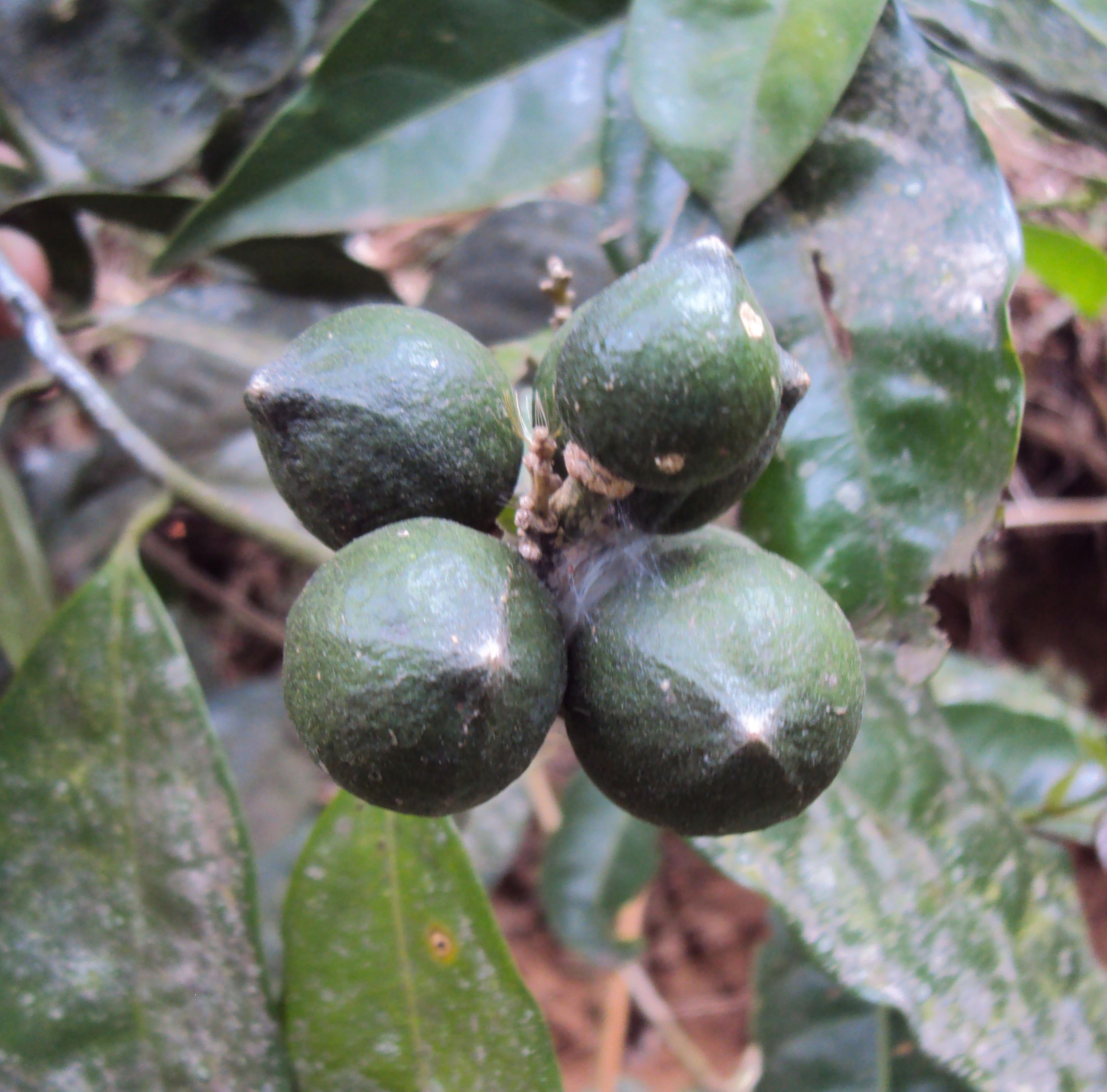
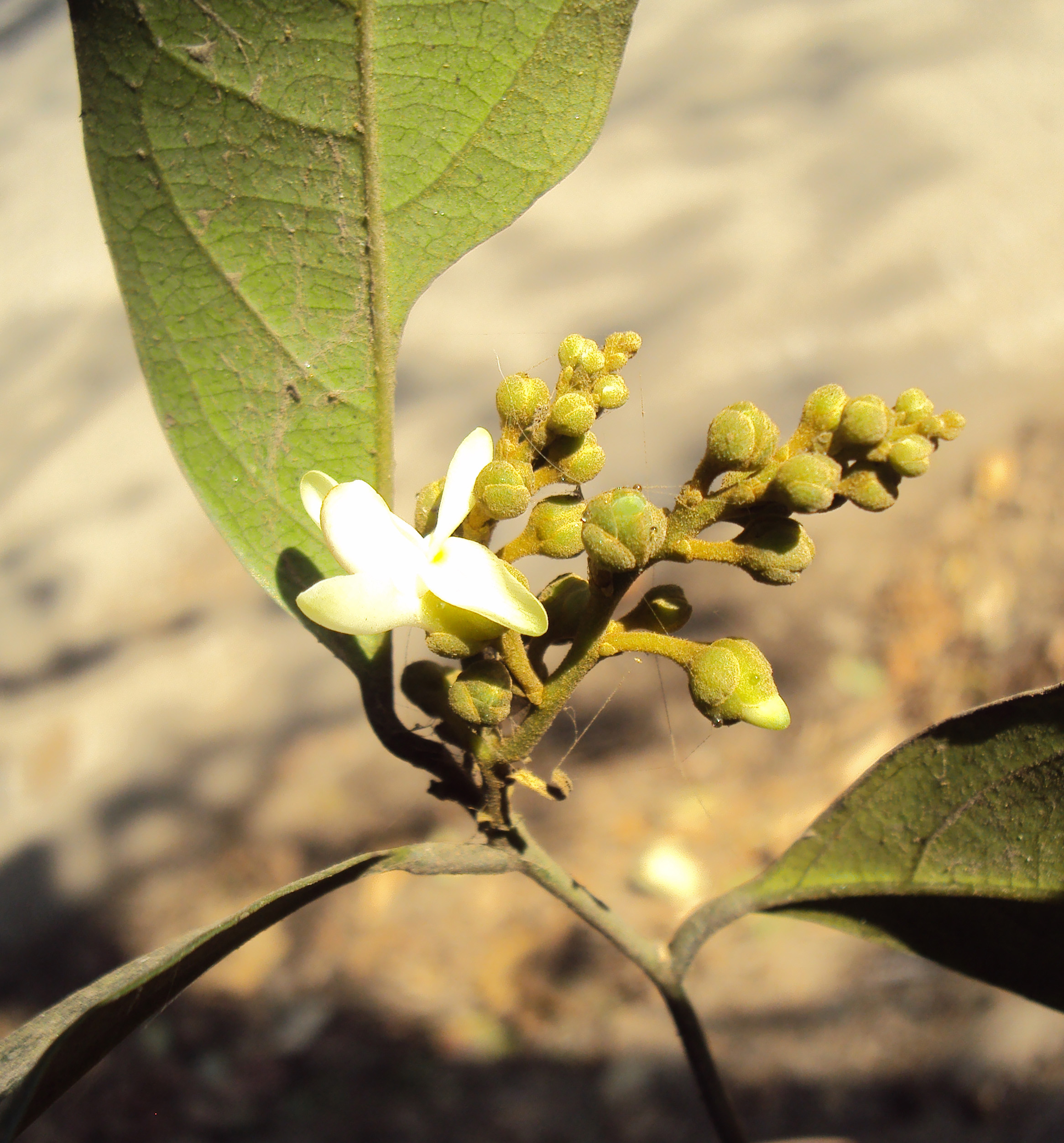
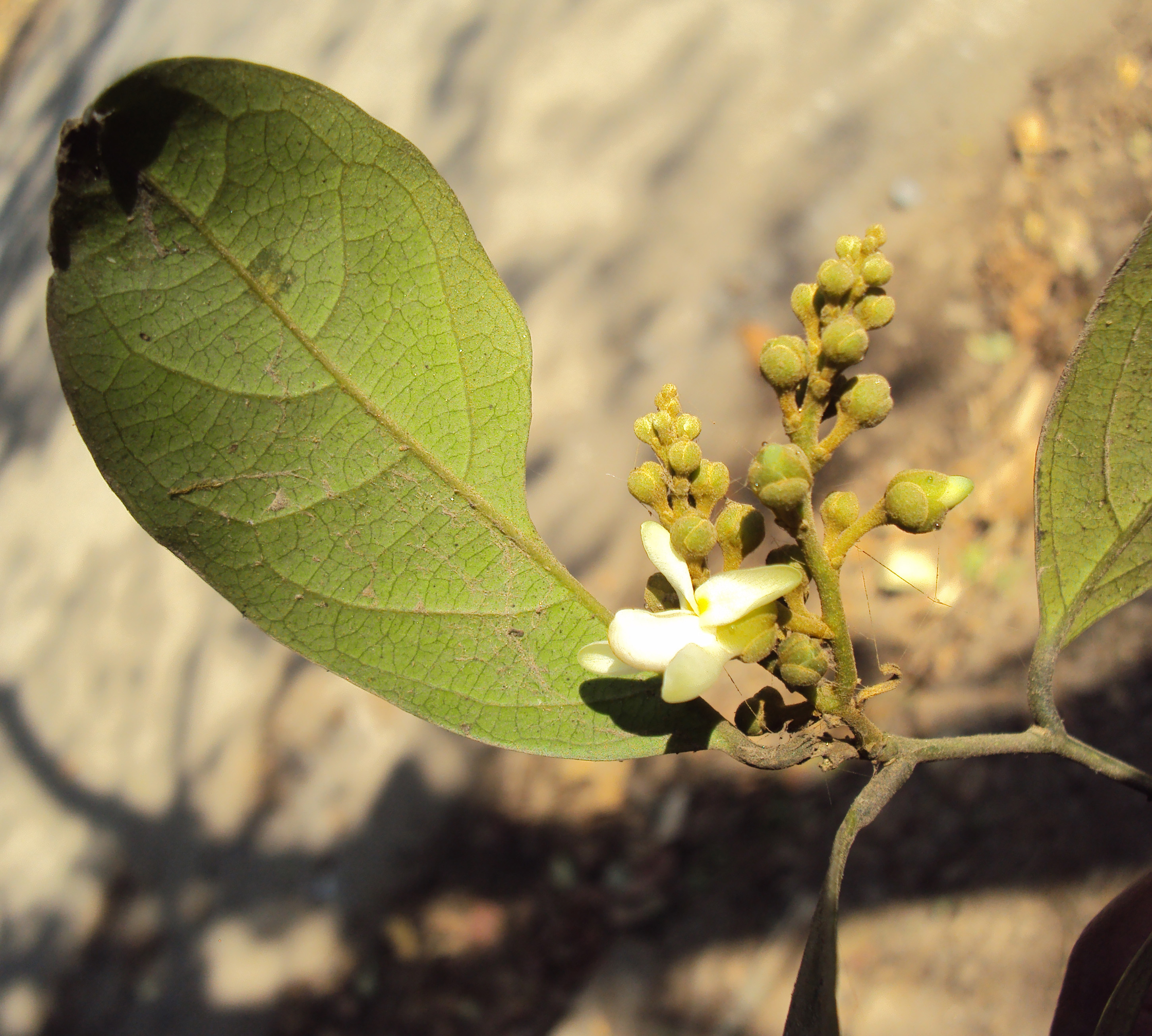
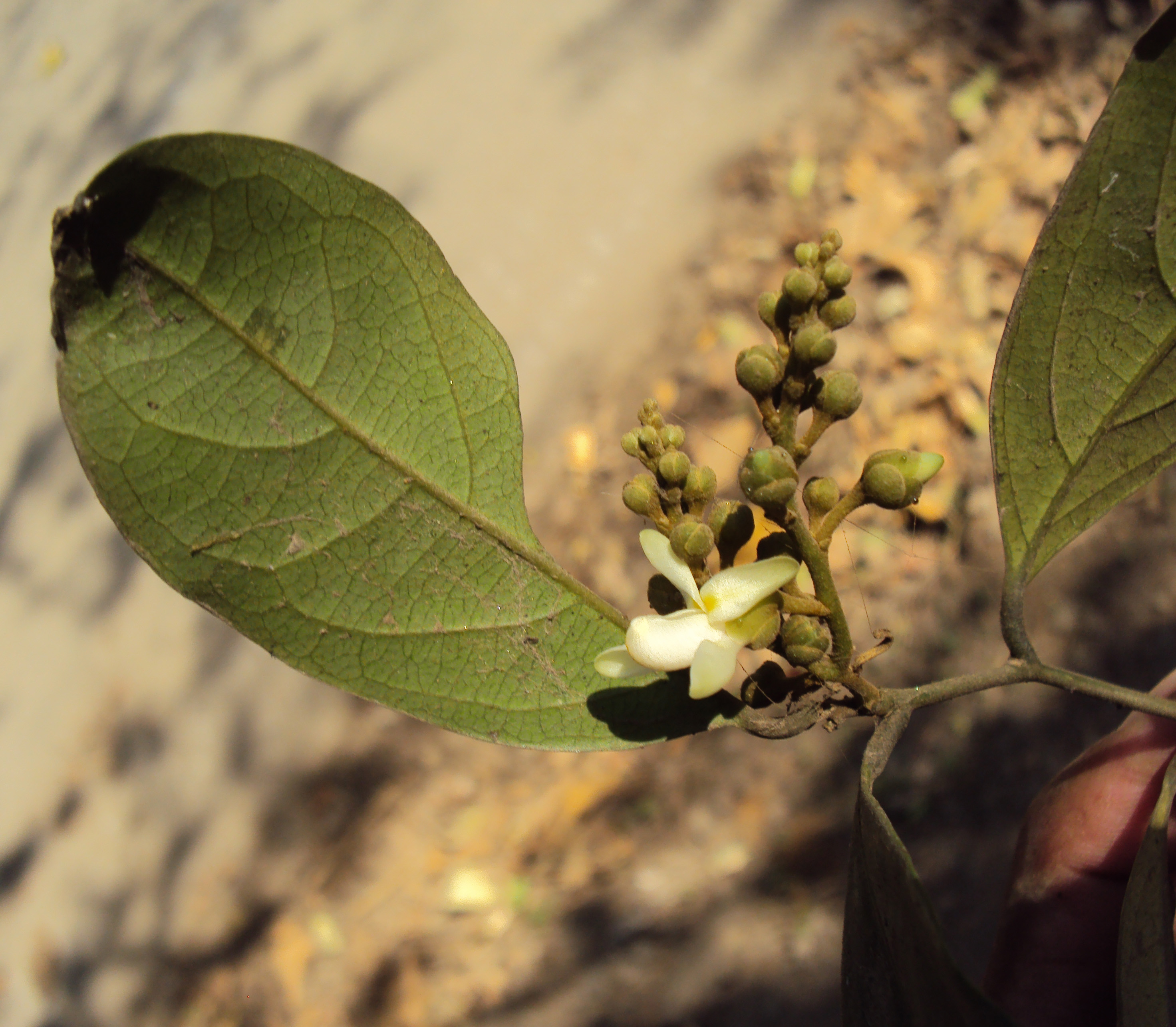
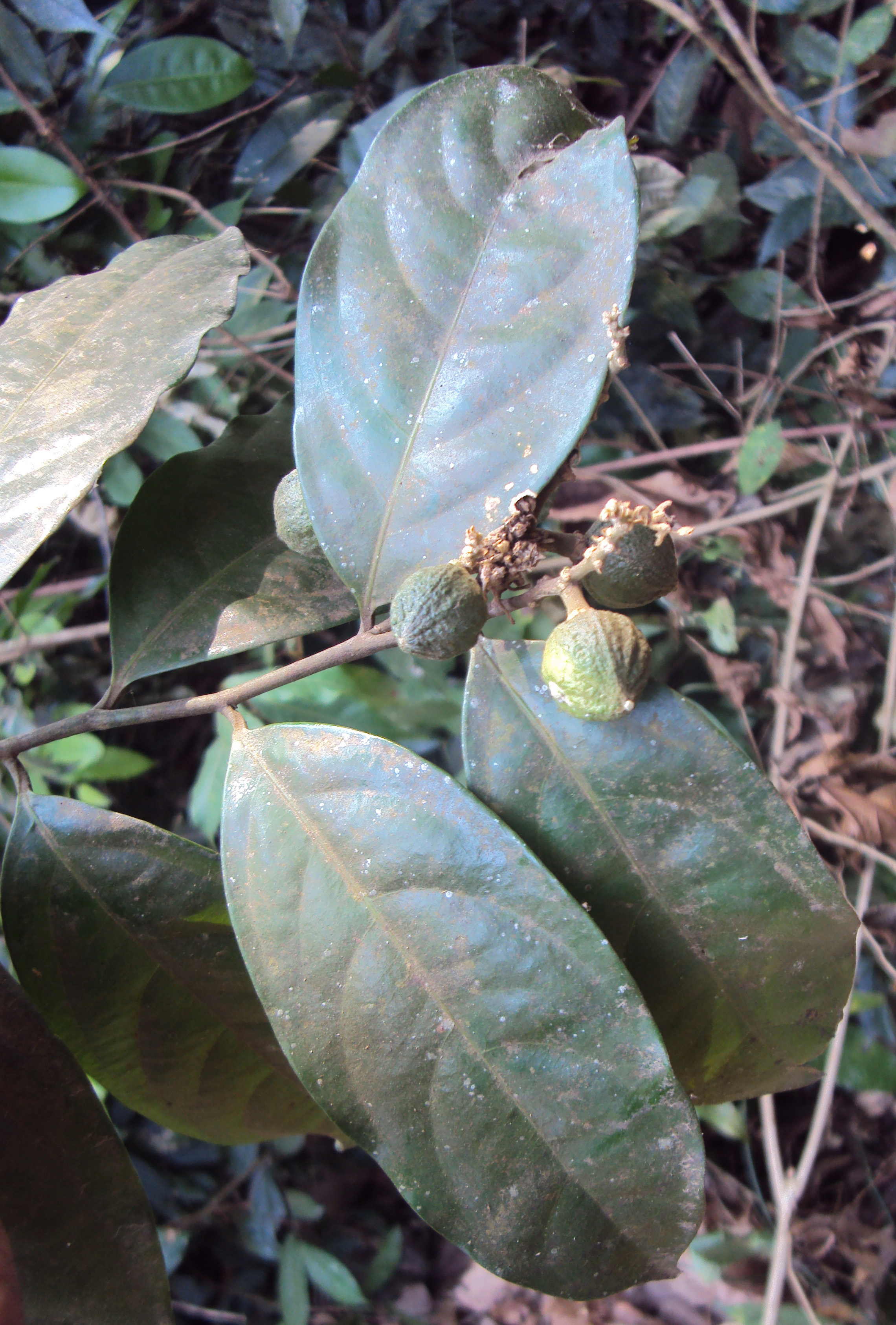
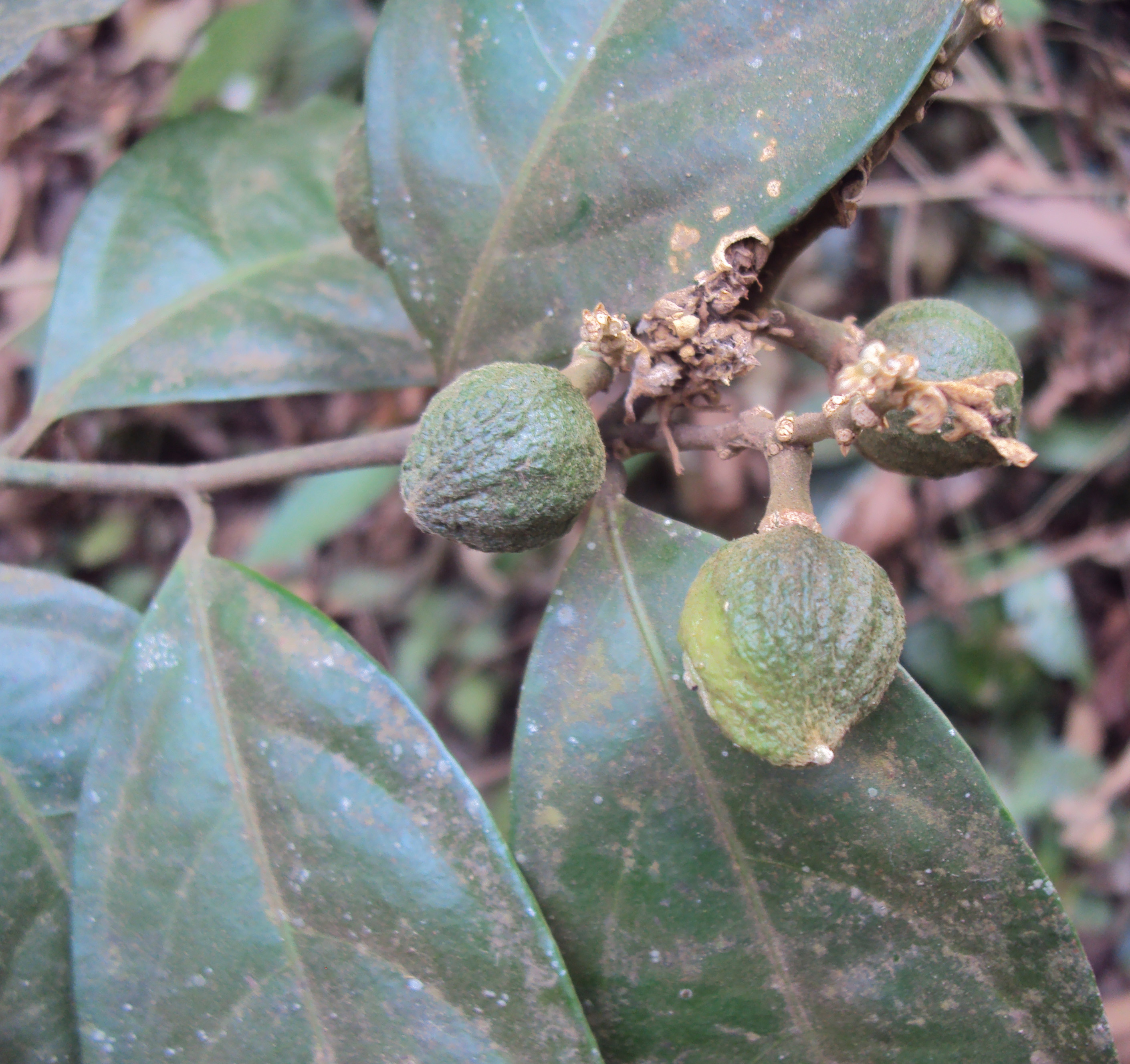

## Dottertaxa tillXanthophyllum, i alfabetisk ordning[1]
- Xanthophyllum adenotus
- Xanthophyllum affine
- Xanthophyllum albicaulis
- Xanthophyllum amoenum
- Xanthophyllum ancolanum
- Xanthophyllum andamanicum
- Xanthophyllum angustigemma
- Xanthophyllum annamense
- Xanthophyllum beccarianum
- Xanthophyllum bibracteatum
- Xanthophyllum bicolor
- Xanthophyllum bombayanum
- Xanthophyllum borneense
- Xanthophyllum brachystachyum
- Xanthophyllum bracteatum
- Xanthophyllum brevipes
- Xanthophyllum brigittae
- Xanthophyllum bullatum
- Xanthophyllum burkillii
- Xanthophyllum celebicum
- Xanthophyllum ceraceifolium
- Xanthophyllum chartaceum
- Xanthophyllum clovis
- Xanthophyllum cochinchinense
- Xanthophyllum cockburnii
- Xanthophyllum colubrinum
- Xanthophyllum contractum
- Xanthophyllum crassum
- Xanthophyllum cucullatum
- Xanthophyllum discolor
- Xanthophyllum eberhardtii
- Xanthophyllum ecarinatum
- Xanthophyllum eglandulosum
- Xanthophyllum ellipticum
- Xanthophyllum erythrostachyum
- Xanthophyllum eurhynchum
- Xanthophyllum ferrugineum
- Xanthophyllum flavescens
- Xanthophyllum fragrans
- Xanthophyllum geesinkii
- Xanthophyllum geminatum
- Xanthophyllum griffithii
- Xanthophyllum hainanense
- Xanthophyllum heterophyllum
- Xanthophyllum hildebrandii
- Xanthophyllum hosei
- Xanthophyllum impressum
- Xanthophyllum incertum
- Xanthophyllum inflatum
- Xanthophyllum ionanthum
- Xanthophyllum korthalsianum
- Xanthophyllum laeve
- Xanthophyllum lanceatum
- Xanthophyllum lateriflorum
- Xanthophyllum lineare
- Xanthophyllum longum
- Xanthophyllum macrophyllum
- Xanthophyllum malayanum
- Xanthophyllum manickamii
- Xanthophyllum montanum
- Xanthophyllum monticola
- Xanthophyllum neglectum
- Xanthophyllum ngii
- Xanthophyllum nigricans
- Xanthophyllum nitidum
- Xanthophyllum novoguinense
- Xanthophyllum obscurum
- Xanthophyllum octandrum
- Xanthophyllum oliganthum
- Xanthophyllum ovatifolium
- Xanthophyllum pachycarpon
- Xanthophyllum palawanense
- Xanthophyllum papuanum
- Xanthophyllum parvifolium
- Xanthophyllum pauciflorum
- Xanthophyllum pedicellatum
- Xanthophyllum penibukanense
- Xanthophyllum petiolatum
- Xanthophyllum philippinense
- Xanthophyllum poilanei
- Xanthophyllum pseudoadenotus
- Xanthophyllum pubescens
- Xanthophyllum pulchrum
- Xanthophyllum punctatum
- Xanthophyllum purpureum
- Xanthophyllum ramiflorum
- Xanthophyllum rectum
- Xanthophyllum reflexum
- Xanthophyllum resupinatum
- Xanthophyllum reticulatum
- Xanthophyllum retinerve
- Xanthophyllum rheophilum
- Xanthophyllum rufum
- Xanthophyllum siamense
- Xanthophyllum stipitatum
- Xanthophyllum subcoriaceum
- Xanthophyllum suberosum
- Xanthophyllum sulphureum
- Xanthophyllum sylvestre
- Xanthophyllum tardicrescens
- Xanthophyllum tenue
- Xanthophyllum tenuipetalum
- Xanthophyllum trichocladum
- Xanthophyllum velutinum
- Xanthophyllum venosum
- Xanthophyllum vitellinum
- Xanthophyllum wrayi
- Xanthophyllum yunnanense
- Xanthophyllum zeylanicum